# Tullins
Tullins és un municipi francès situat al departament de la Isèra i a la regió d'Alvèrnia-Roine-Alps. L'any 2007 tenia 7.612 habitants.

## Demografia

### Població
El 2007 la població de fet de Tullins era de 7.612 persones. Hi havia 2.964 famílies de les quals 857 eren unipersonals (373 homes vivint sols i 484 dones vivint soles), 754 parelles sense fills, 1.081 parelles amb fills i 272 famílies monoparentals amb fills.
La població ha evolucionat segons el següent gràfic:
Habitants censats

### Habitatges
El 2007 hi havia 3.278 habitatges, 3.004 eren l'habitatge principal de la família, 52 eren segones residències i 222 estaven desocupats. 1.824 eren cases i 1.387 eren apartaments. Dels 3.004 habitatges principals, 1.741 estaven ocupats pels seus propietaris, 1.195 estaven llogats i ocupats pels llogaters i 68 estaven cedits a títol gratuït; 73 tenien una cambra, 335 en tenien dues, 594 en tenien tres, 869 en tenien quatre i 1.133 en tenien cinc o més. 1.845 habitatges disposaven pel capbaix d'una plaça de pàrquing. A 1.351 habitatges hi havia un automòbil i a 1.277 n'hi havia dos o més.

### Piràmide de població
La piràmide de població per edats i sexe el 2009 era:
| Homes | Edats   | Dones |
| ----- | ------- | ----- |
| 0     | 95 o +  | 8     |
| 8     | 90 a 94 | 68    |
| 48    | 85 a 89 | 112   |
| 36    | 80 a 84 | 52    |
| 88    | 75 a 79 | 148   |
| 120   | 70 a 74 | 168   |
| 124   | 65 a 69 | 172   |
| 160   | 60 a 64 | 156   |
| 196   | 55 a 59 | 188   |
| 240   | 50 a 54 | 188   |
| 248   | 45 a 49 | 248   |
| 232   | 40 a 44 | 248   |
| 324   | 35 a 39 | 268   |
| 260   | 30 a 34 | 292   |
| 232   | 25 a 29 | 260   |
| 224   | 20 a 24 | 160   |
| 180   | 15 a 19 | 188   |
| 216   | 10 a 14 | 288   |
| 300   | 5 a 9   | 236   |
| 224   | 0 a 4   | 152   |

## Economia
El 2007 la població en edat de treballar era de 4.851 persones, 3.618 eren actives i 1.233 eren inactives. De les 3.618 persones actives 3.290 estaven ocupades (1.761 homes i 1.529 dones) i 329 estaven aturades (133 homes i 196 dones). De les 1.233 persones inactives 322 estaven jubilades, 457 estaven estudiant i 454 estaven classificades com a «altres inactius».

### Ingressos
El 2009 a Tullins hi havia 3.040 unitats fiscals que integraven 7.510,5 persones, la mediana anual d'ingressos fiscals per persona era de 18.238 €.

### Activitats econòmiques
Dels 422 establiments que hi havia el 2007, 6 eren d'empreses extractives, 11 d'empreses alimentàries, 4 d'empreses de fabricació de material elèctric, 2 d'empreses de fabricació d'elements pel transport, 33 d'empreses de fabricació d'altres productes industrials, 59 d'empreses de construcció, 87 d'empreses de comerç i reparació d'automòbils, 14 d'empreses de transport, 24 d'empreses d'hostatgeria i restauració, 10 d'empreses d'informació i comunicació, 19 d'empreses financeres, 15 d'empreses immobiliàries, 46 d'empreses de serveis, 66 d'entitats de l'administració pública i 26 d'empreses classificades com a «altres activitats de serveis».
Dels 125 establiments de servei als particulars que hi havia el 2009, 1 era una oficina d'administració d'Hisenda pública, 1 gendarmeria, 2 oficines de correu, 7 oficines bancàries, 16 tallers de reparació d'automòbils i de material agrícola, 1 taller d'inspecció tècnica de vehicles, 2 autoescoles, 7 paletes, 15 guixaires pintors, 11 fusteries, 6 lampisteries, 13 electricistes, 10 perruqueries, 4 veterinaris, 15 restaurants, 9 agències immobiliàries, 2 tintoreries i 3 salons de bellesa.
Dels 33 establiments comercials que hi havia el 2009, 2 eren supermercats, 3 grans superfícies de material de bricolatge, 1 una botiga de més de 120 m², 4 botiges de menys de 120 m², 8 fleques, 1 una carnisseria, 2 llibreries, 2 botigues de roba, 1 una botiga d'equipament de la llar, 1 una sabateria, 2 botigues d'electrodomèstics, 1 una botiga de material esportiu, 1 un drogueria, 2 joieries i 2 floristeries.
L'any 2000 a Tullins hi havia 67 explotacions agrícoles que ocupaven un total de 1.080 hectàrees.

## Equipaments sanitaris i escolars
El 2009 hi havia 1 hospital de tractaments de curta durada, 1 hospital de tractaments de mitja durada (seguiment i rehabilitació), 1 un hospital de tractaments de llarga durada, 3 farmàcies i 2 ambulàncies.
El 2009 hi havia 2 escoles maternals i 3 escoles elementals. Tullins disposava d'un col·legi d'educació secundària amb 530 alumnes.

## Poblacions més properes
El següent diagrama mostra les poblacions més properes.